# Svartgöl (Hannäs socken, Småland, 644909-152727)
Svartgöl är en sjö i Åtvidabergs kommun i Småland och ingår i Vindåns huvudavrinningsområde.